# 熊手

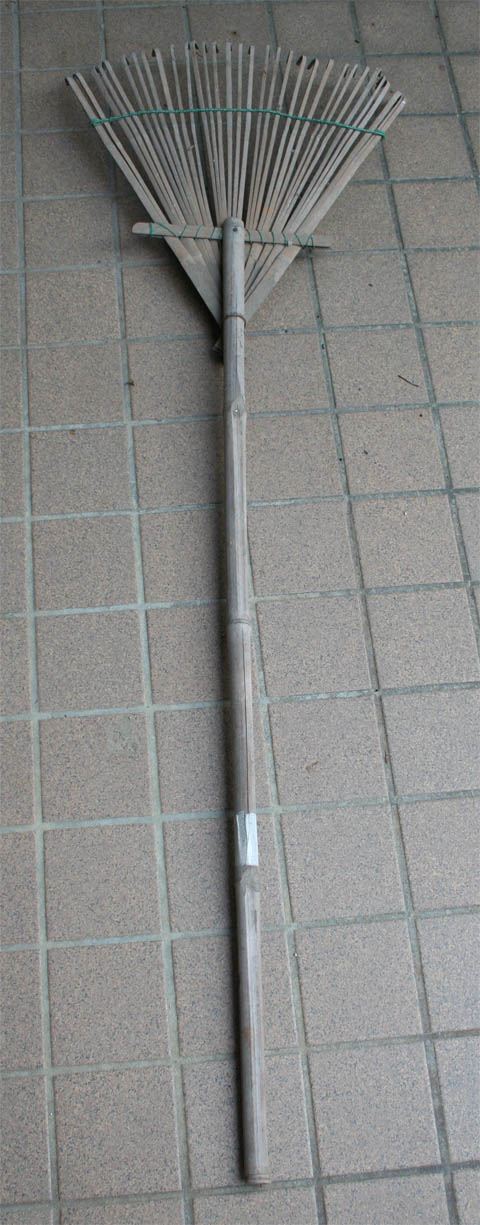
竹製の熊手（背景のタイルは約11cm四方）

熊手（くまで）とは、日本におけるレーキの1種で、農業や庭の掃除に使われる、短い歯を粗い櫛状にならべた棒を垂直に柄に取り付けた農具。様々な変形があり、同様なレーキ類の馬鍬とも重なる。

## 農具としての熊手
熊手は枯れ葉を集めたり干し草をかき寄せたり、土を柔らかくしたり平らにならしたりなど、いろいろな用途に使われる。
現代的な熊手は、歯が鋼鉄、プラスチックなどで作られているが、かつては木や鋳鉄で作られていたものもあった。柄は多くは竹製か金属パイプでできている。竹製のものなど伝統的な形の熊手は、歯の部分が長くて扇子のような形で作られていることもある。
農業機械に分類されるような巨大な熊手は、湾曲した鋼鉄製の歯を取り付けた棒を車輪に搭載し、トラクターで牽引して使用する。
この形のものは、農業機械が発達するまえの農耕馬の時代から伝わっている。
潮干狩りに使われる熊手は農具とは形がやや異なる。
出雲地方では「ばりん」と呼ぶ方言がある。

## 縁起物としての熊手

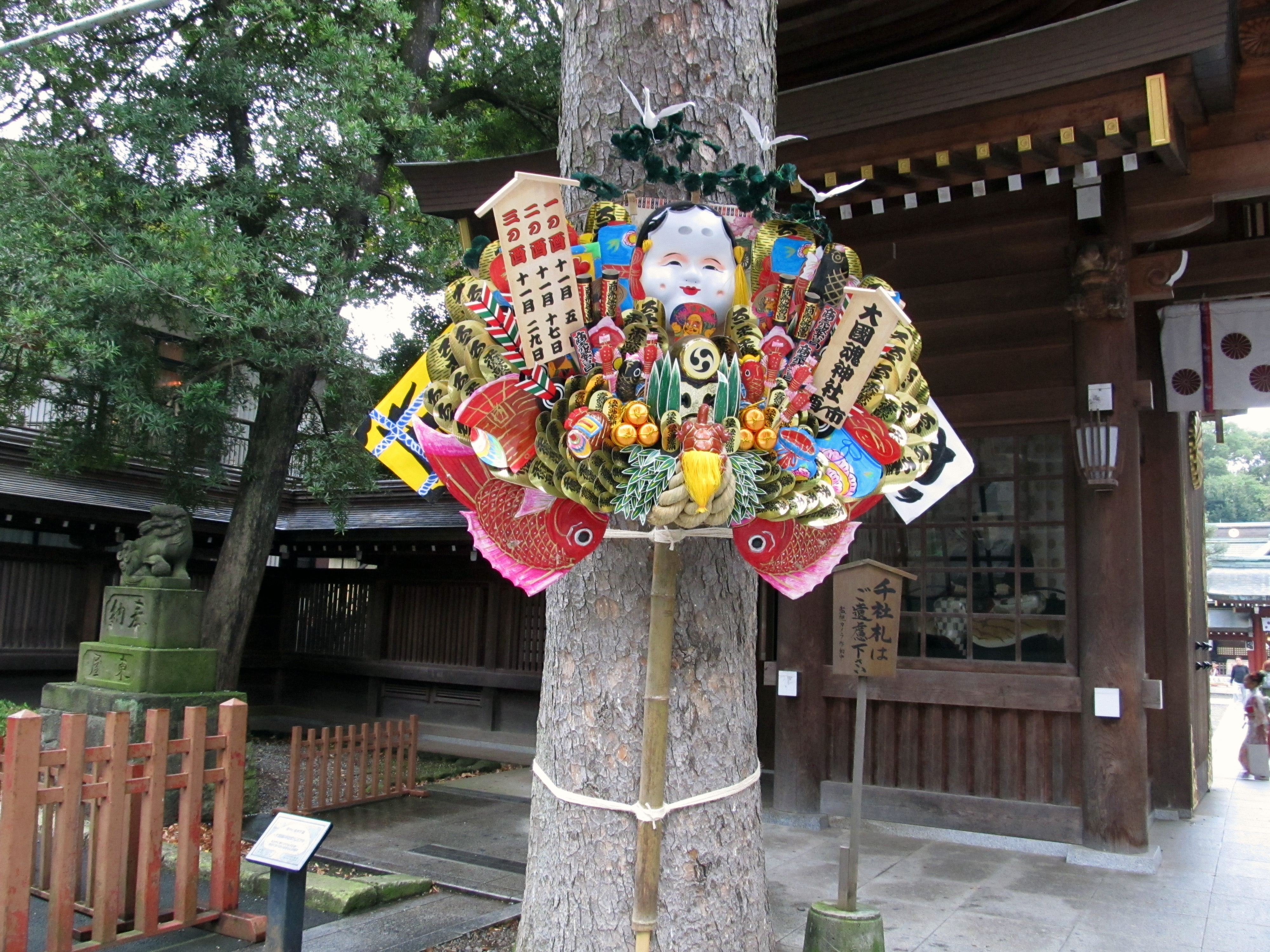
酉の市において飾られている縁起物の熊手

日本では、幸運や金運を「かき集める」、鷲が獲物をしっかりと捕らえることになぞらえて、運を鷲づかみするという意味を込めて、商売繁盛の縁起物として熊手を飾る事がある。この縁起熊手は、毎年11月の酉の日に神社で行われる祭り「酉の市」などで販売されている。
実用的な熊手は洒落た縁起熊手へと変わり、毎年、昨年度の物より大きい物を購入するのが商売繁盛等につながるともされている。

## 武器としての熊手
長い柄の先に熊の手を模した鉄製の爪をつけたもので、平安時代末期より武器として使用された。敵を引っ掛けて倒したり、馬上から引きずり下ろしたりするなどの目的で用いられた。中国では「将を射んと欲すれば先ず馬を射よ」（杜甫『前出塞九首』）とあるが、『源平盛衰記』において、老武者が、昔はそのようなことをせず、その後、そうした法（馬を射殺して、落ちたものを狙う）が行われるようになったと語る場面があり、日本古来の弓矢の道では馬を射るという発想がなかったことが示されており、馬から落とす手段として熊手が登場している（後述するが、西洋の騎士道では弓矢自体が卑怯とされたため、似た武器が登場している）。
『保元物語』に、矢で穴が開いて沈没した舟の仲間を熊手で引き上げて助ける場面があり、海戦では敵船を引きつけるための武具としてだけでなく（移乗攻撃#使用される兵器も参照）、救助具としての役割（活用法）も見られる。上泉信綱伝の『訓閲集』（大江家の兵法書を戦国風に改めた書）巻四「戦法」の中の船戦の項に、「熊手、投げ鎌を用いる事、船戦の古法なり」と記述されていることからも、水軍において用いられる武器と認知されていたことがわかる。また、『訓閲集』には、熊手の先だけを縄筒に取り付け、鉤縄のようにした武器（熊手の柄を廃し、改良したバリエーション）が絵図に記されている。実例として、『土佐物語』巻第十七「熊川船戦 虎の事」に、朝鮮出兵時、朝鮮側の番船に熊手で引きつける記述があり、長宗我部元親も熊手･打ち鉤をもって引きつけたと記されている（その間、射られ続け、死傷者多数となったとある）。
『平家物語』の記述では、平頼盛は兜の頂に熊手を掛けられ、また、平徳子は入水自殺を熊手によって阻まれた。13世紀の『承久記』にも記述は見られ、市川新五郎という武士が薩摩左衛門の兜の天辺に打ち立てて、引き寄せ、首を討つ描写があり、河川戦闘で使用された。『平』『承』の記述からも、水辺（海や河川）で敵を引きつけるために使用されたことがわかり、いずれも引っ掛けやすい兜の天辺（頂）を狙っている。また、武蔵坊弁慶が背負った七つ道具の一つが熊手とされる。
絵画資料としては、『蒙古襲来絵詞』（宮内庁三の丸尚蔵館蔵・国宝）後巻1内に、薙刀をもつ武士の左隣に、その薙刀より長い柄の熊手を肩にかかえた武士の絵画が見られる。爪は3つで、人物の背と比較して2倍の3メートル近い長柄として描かれており、他の長柄武器と比べても長い（対長柄が意識されている）。江戸時代初期（17世紀）の『太平記絵巻』（埼玉県立博物館所蔵）では、「新田義貞落越前府城事」の渡河の場面において、熊手を持った徒が騎兵について行く姿が描かれ、「義助朝臣病死事付鞆軍事」では、舟戦にて、舟上で熊手を持つ姿が見られ、川や舟といった水辺に関わる戦闘の場面で描かれている（こちらも柄の長さは人物の背の倍の長さ）。
狂言の演目「髭櫓」では、女性が用いている。
備考として、熊手と同様に、長柄で鉤爪を有し、馬上の相手に引っかけて落とすというコンセプトの武器は、5世紀前半の百舌鳥大塚山古墳4号施設からも出土しており、「鉤状武器」と呼称される（後述、『古代学研究 206』）。ただし鉤爪は1本だけであり、鉤の重量は1.7 - 1.8キログラム（後述書 p.5）。乗馬の風習がまだ定着していなかった倭において、こうした武器が登場したのは、朝鮮半島での対騎兵戦で苦戦を強いられたためとみられ（後述書 p.7）、ヨーロッパでこうした対騎馬兵用の武器が使われ始めたのは、13 - 16世紀であることから、西洋より約800年も早い登場になる。なお騎士道では弓といった飛び道具は卑怯とされており、起因は異なるが、熊手と似た武器が登場する下地がある。

## 空手の技としての熊手
空手には、手の5本の指を曲げた状態で力を込め硬直化させ、敵を引っ掻くように加撃する技があり、これを「熊手」（五指折熊手）と呼んでいる。

## リファレンス
en:Rake (tool) 14:26, 23 November 2005 から翻訳、著者 en:User:Bogdangiusca,en:User:Smurrayinchester ほか
 この記事にはアメリカ合衆国内で著作権が消滅した次の百科事典本文を含む: Chisholm, Hugh, ed. (1911). "rake". Encyclopædia Britannica (英語) (11th ed.). Cambridge University Press.